# 포세이돈 드론

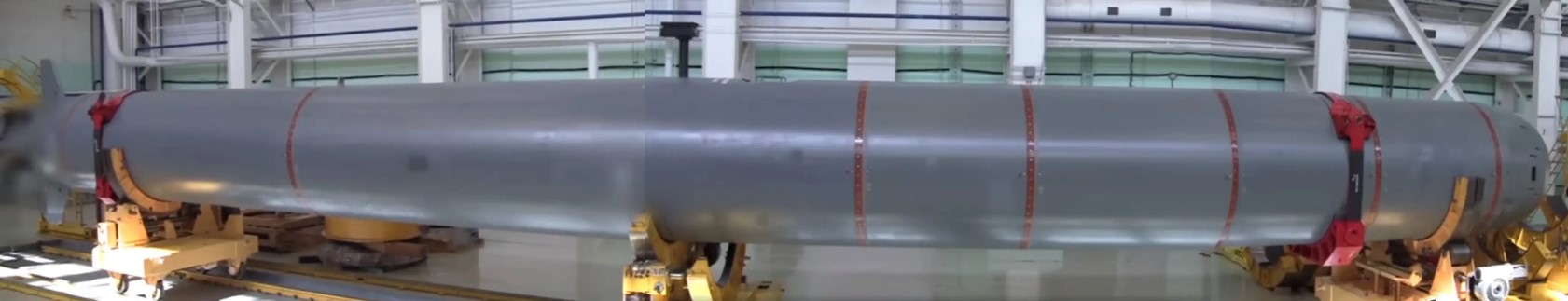

포세이돈 드론은 러시아가 개발한 핵추진 무인 드론이다. 핵추진이라서 항속거리가 무제한이며, 전세계 구축함, 잠수함, 어뢰 보다 빠르며, 2Mt 수소폭탄을 탑재하여 쓰나미를 유발할 수 있다.

## 역사
2018년 3월, 블라디미르 푸틴 대통령이 포세이돈의 모형을 공개했다.
오스카급 잠수함의 외부에 8대를 장착할 수 있다. 북방함대에 2척, 러시아 태평양 함대에 2척을 배치하여 모두 포세이돈 32대를 배치할 계획이다.

## 같이 보기
- 탄도탄 요격미사일 조약
- 아방가르드 (미사일)
- 9M730 부레베스트니크
- 상호확증파괴
- RS-28 사르마트